# Must Have LOVE
Singles de Ga-in, Yong Jun
Uri Saranghage Dwaesseoyo
(2009)
Must Have LOVE est le 1ersingle de Ga-in en collaboration avec Yong Jun (SG Wannabe) sorti sous le label NegaNetwork le 16 novembre 2006 en Corée.

## Liste des titres
| 1. | Must Have LOVE                         | 4:20 |
| 2. | Must Have FRIENDS                      | 4:10 |
| 3. | Must Have LOVE (melody version)        | 4:20 |
| 4. | Must Have FRIENDS (rhythm cut version) | 4:12 |
| 5. | Must Have LOVE (Inst.)                 | 4:20 |
| 6. | Must Have FRIENDS (Inst.)              | 4:10 |

| 1. | Love Encounter (사랑을 만나다) |  |
| 2. | Must Have LOVE                 |  |
| 3. | Must Have FRIENDS              |  |